# Édouard Yves
Édouard Émile Gustave Yves (Katako-Kombe, 26 ottobre 1907 – ...) è stato uno schermidore belga, vincitore di una medaglia di bronzo nella scherma ai giochi olimpici.